# Église des Stigmates de Saint-François
L'église des Stigmates de Saint-François (Szent Ferenc Sebei templom) est une église catholique de Budapest, située dans le quartier de Víziváros, sur Fő utca.